# Carl Gustaf Bruce
Carl Gustaf Bruce i riksdagen kallad Bruse i Långbanshyttan och Bruse i Färjestad, född 31 januari 1841 i Färnebo socken, Värmlands län, död 23 oktober 1924 i Karlstad, var en svensk godsägare och riksdagsman.
Bruce var godsägare i Färjestad utanför Karlstad. I riksdagen var han ledamot av andra kammaren.